# Cellebroedersklooster (Maastricht)
Het Cellebroedersklooster is een voormalig klooster van de cellebroeders in het centrum van de Nederlandse stad Maastricht. Het klooster is gelegen aan de Cellebroedersstraat in de wijk Statenkwartier, bereikbaar via een poort in het pand Brusselsestraat 58. Het belangrijkste overblijfsel is de monumentale laatgotische kapel uit het eerste kwart van de 16e eeuw met een daaraan vast gebouwde kloostergang.

## Geschiedenis
Het Cellebroedersklooster was omstreeks 1350 een kloosterstichting van de Alexianen, een lekenorde uit het bisdom Luik, genoemd naar de heilige Alexius van Edessa. Ze werden ook wel celliten van de orde van Sint Augustinus, cellebroeders of lollarden genoemd. De Alexianen waren lekenbroeders, die wel de kloostergeloften hadden afgelegd, maar geen religieuze wijding hadden ontvangen. Tot de Franse Revolutie waren ze de enige lekengemeenschap van mannen in Maastricht. Terwijl de meeste vrouwelijke lekengemeenschappen de derde regel van Sint-Franciscus volgden, kozen de cellebroeders voor de regel van Sint-Augustinus. Als leken waren ze onderworpen aan het gezag van de pastoor van de Sint-Janskerk en aan de wereldlijke rechter.
In de omgeving van Maastricht waren er kloosters van Alexianen in Aken, Hasselt en Sint-Truiden. Het Maastrichtse klooster werd gebouwd in de 14e-eeuwse stadsuitbreiding, het lange tijd dunbevolkte gebied tussen de eerste en tweede middeleeuwse stadsmuur. Het gebied aan weerszijden van de Brusselsestraat behoorde tot Tweebergen, een van de elf banken van Sint-Servaas. Tweebergen werd vanaf 1232 rechtstreeks bestuurd door de proosten van Sint-Servaas. Mogelijk bestond het oorspronkelijke klooster slechts uit een verzameling huisjes of hutten (cellae), waarin de kloosterlingen woonden. In Maastricht bestond de cellebroedersgemeenschap nooit uit meer dan twaalf leden, merendeels afkomstig uit de kleine burgerij van Maastricht en boerenfamilies uit de omgeving.

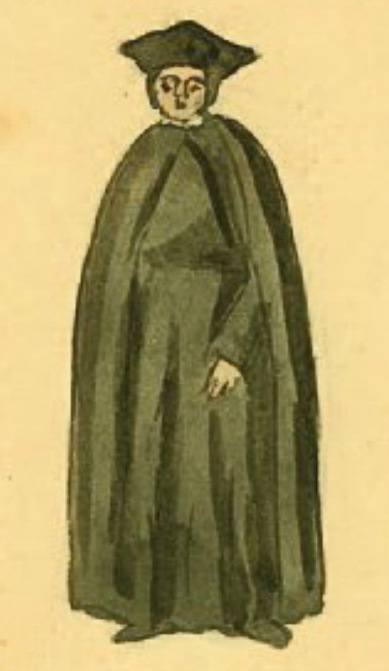
Cellebroeder, 17e/18e eeuw

Vanaf 1539 hadden de cellebroeders in Maastricht de taak lijders aan besmettelijke ziekten te verplegen. Pestlijders werden in de boomgaard achter het Capucijnenklooster verzorgd, of afgezonderd op het Sint-Antoniuseiland. Bij thuisverpleging moest na afloop betaald worden; bij overlijden een gulden. Daarnaast hielden ze zich bezig met de opvang van zwakzinnigen en aan lager wal geraakte priesters en burgers, en het begraven van slachtoffers van de pest. Tussen 1705 en 1709 werd het klooster vernieuwd en uitgebreid.
De inname van Maastricht door het Franse revolutionaire leger in 1794 betekende het einde van de kloosters in Maastricht. Na de opheffing van het Cellebroedersklooster in januari 1797 werden hun bezittingen geveild. Omdat geen particuliere koper gevonden kon worden deden de gebouwen enige tijd dienst als gevangenis. Vanaf 1806 was hier het zieken- en gebrekkigenhuis ("infirmenhuis") gevestigd, tot in 1821 het ziekenhuis Calvariënberg werd geopend. Daarna was een deel van de gebouwen een eeuw lang in gebruik als bank van lening of lommerd (1822-1924). Andere delen werden gebruikt als opslagruimte of atelier. In 1940 kwam het klooster in bezit van de Broeders van Maastricht, die in het naastgelegen Beyartklooster hun hoofdvestiging hadden. Drie van de vier kloostervleugels werden nog in hetzelfde jaar afgebroken wegens bouwvalligheid. In 1954 verdween ook de zuidvleugel. Van 1963 tot 1966 werd de kapel met de resterende kloostergang ingrijpend gerestaureerd.
In 1966 werd de kapel opnieuw in gebruik genomen als kerkgebouw, als trouwlocatie en als concert- en vergaderruimte. In 1975 ontvingen de Broeders van Maastricht een onderscheiding voor de restauratie en het weer functioneel maken van de kapel. In 1995 werd het gebouw eigendom van een stichting, die het in 1998 opnieuw liet restaureren en het daarna voor een symbolisch bedrag van € 1 overdroeg aan de Vereniging Hendrick de Keyser. De kapel fungeert thans als kerkgebouw van de Oecumenische Basisgroep Maastricht en wordt regelmatig gebruikt als concertzaal (onder andere tijdens het festival Musica Sacra).

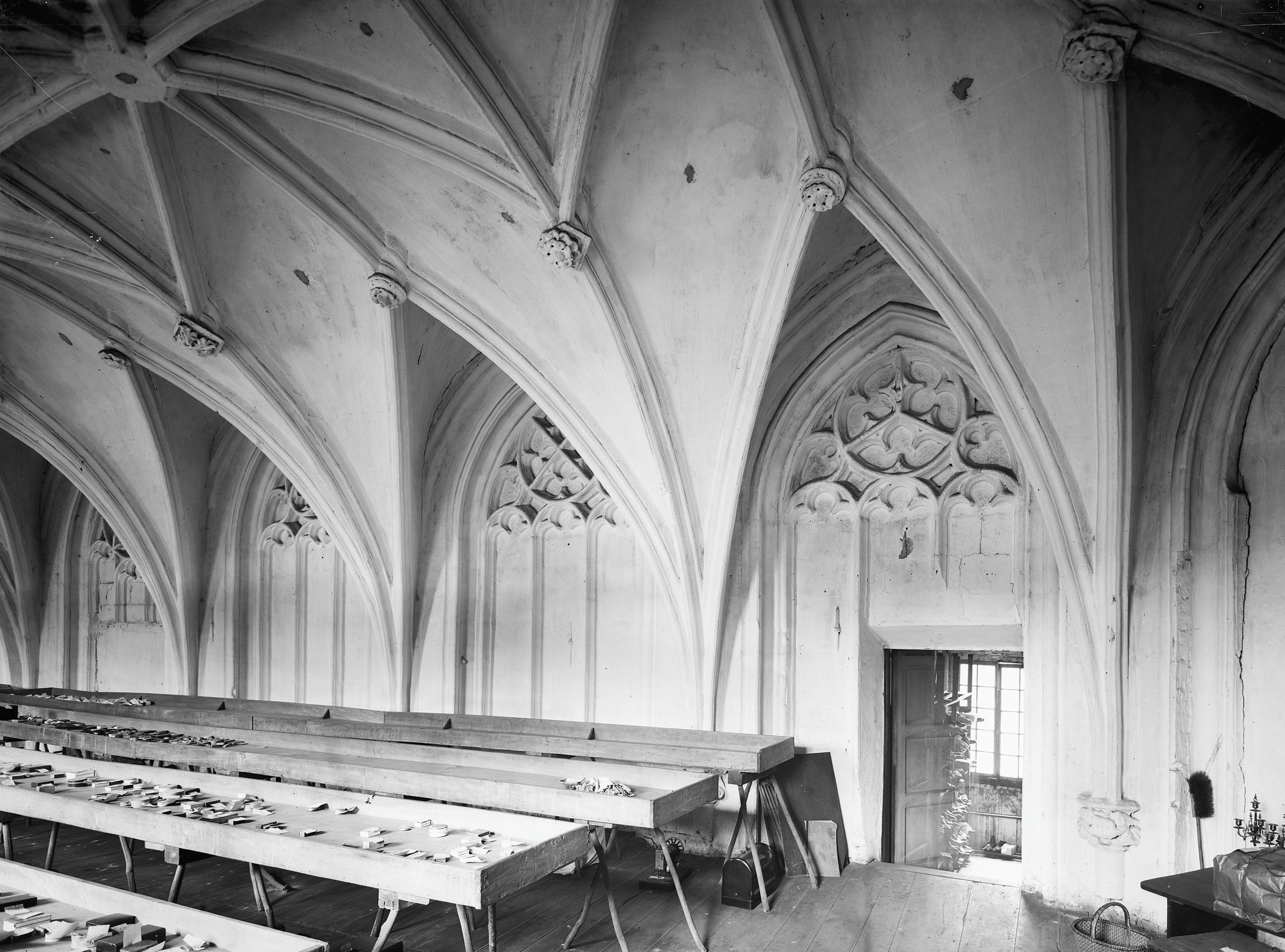
Opslag lommerd, 1917
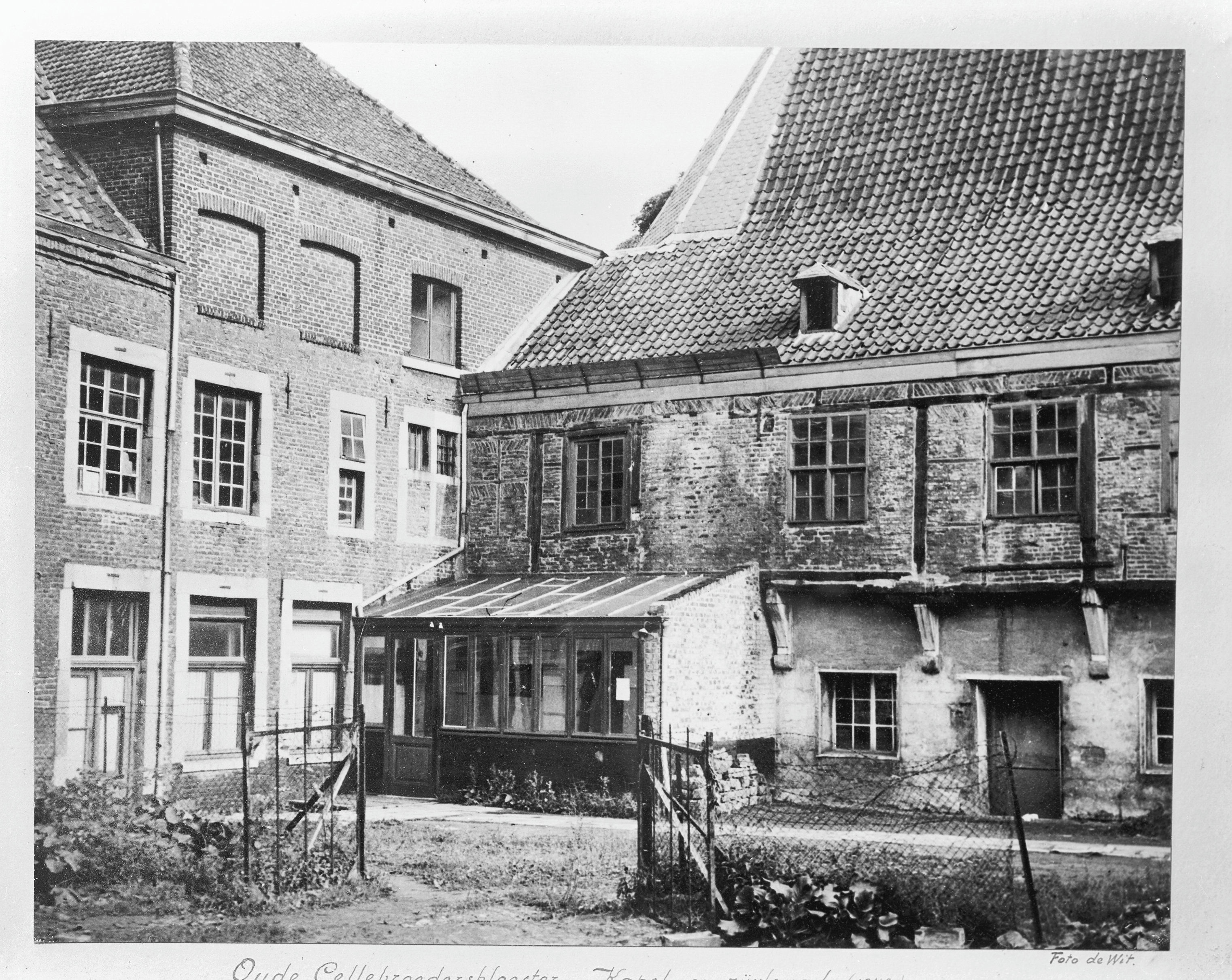
Kloostervleugels, 1940
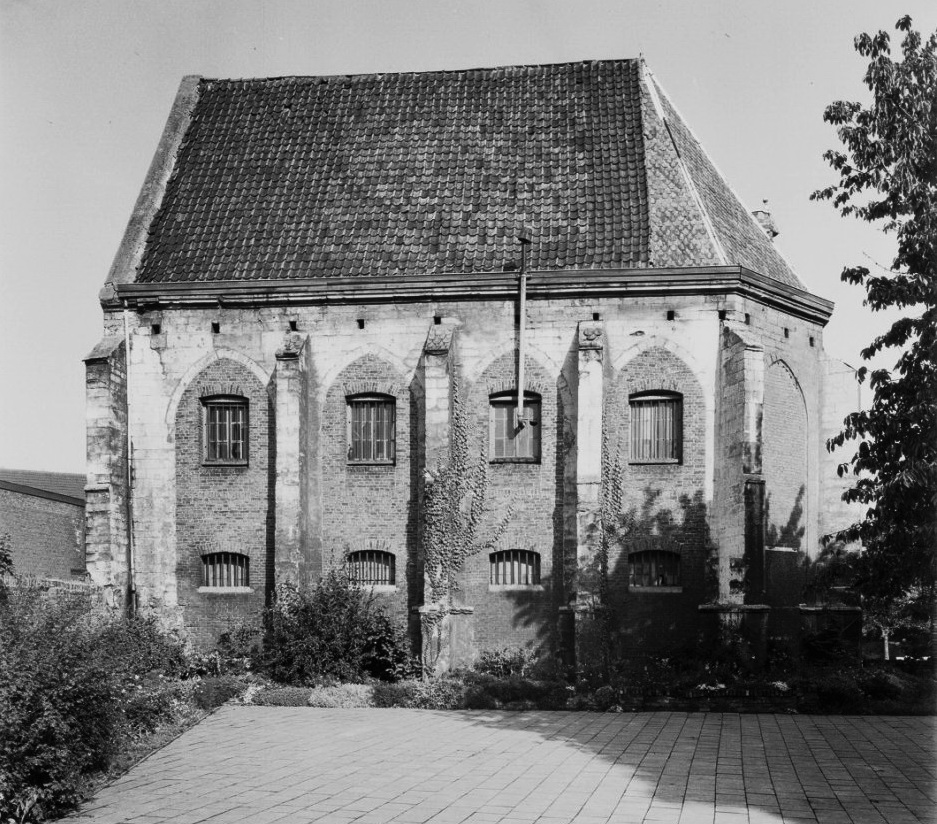
Zuidgevel kapel, 1954
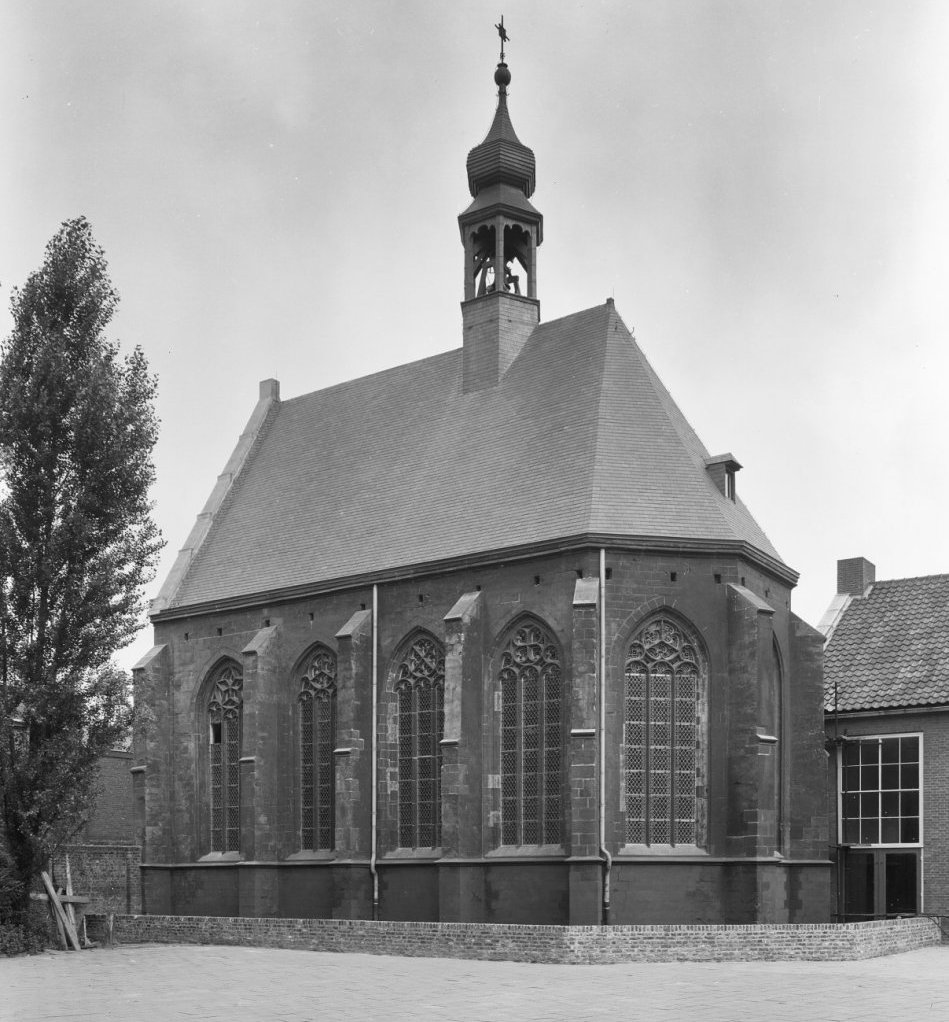
Na de restauratie, 1966

## Erfgoed

### Klooster en poorten
Van het eigenlijke klooster zijn slechts enkele fragmenten over. De tegen de noordzijde van de kapel aangebouwde kloostergang is gebouwd in een overgangsstijl tussen de late gotiek en de Maaslandse renaissance. Het onderste deel is opgetrokken uit Limburgse mergel met op regelmatige afstand geplaatste korfboogvensters en een deuropening. Daarboven bevindt zich een opbouw van vakwerk, die uitkraagt. In de tuin staat nog een stukje muur van de kloosterbrouwerij en een waterput. Verder zijn er drie 18e- of 19e-eeuwse poorten, die bij het klooster hoorden of uit de tijd van de lommerd dateren. Eén daarvan is een inrijpoort in het pand Brusselsestraat 58, die toegang geeft tot de Cellebroedersstraat (ook Cellebroedersgang genoemd). De andere twee poorten, een grote en een kleine, liggen vlak bij de kapel.

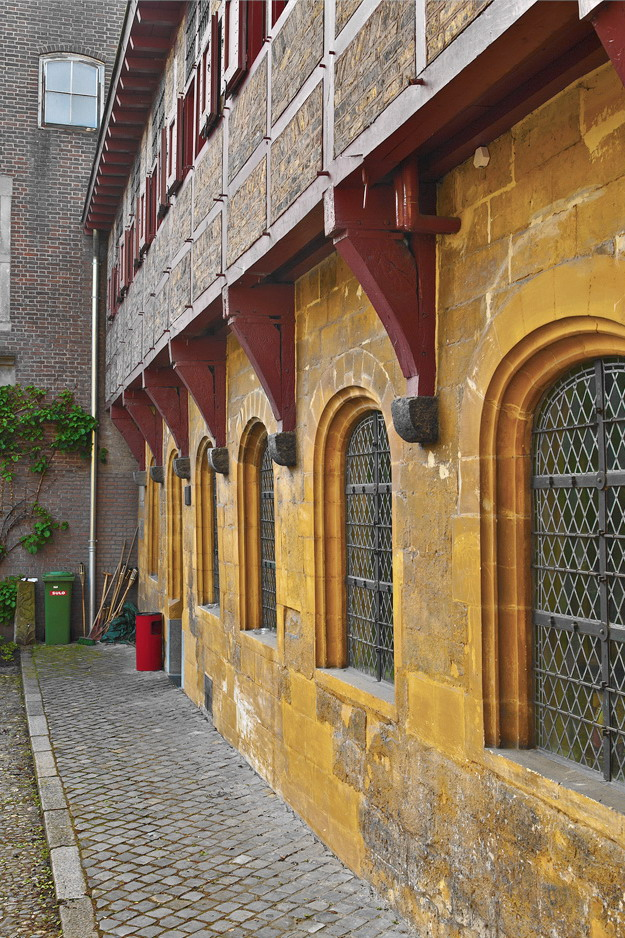
Restant Cellebroedersklooster
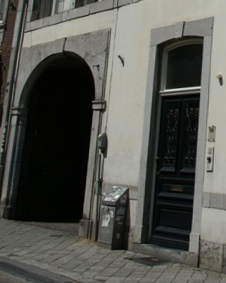
Poort Brusselsestraat 58
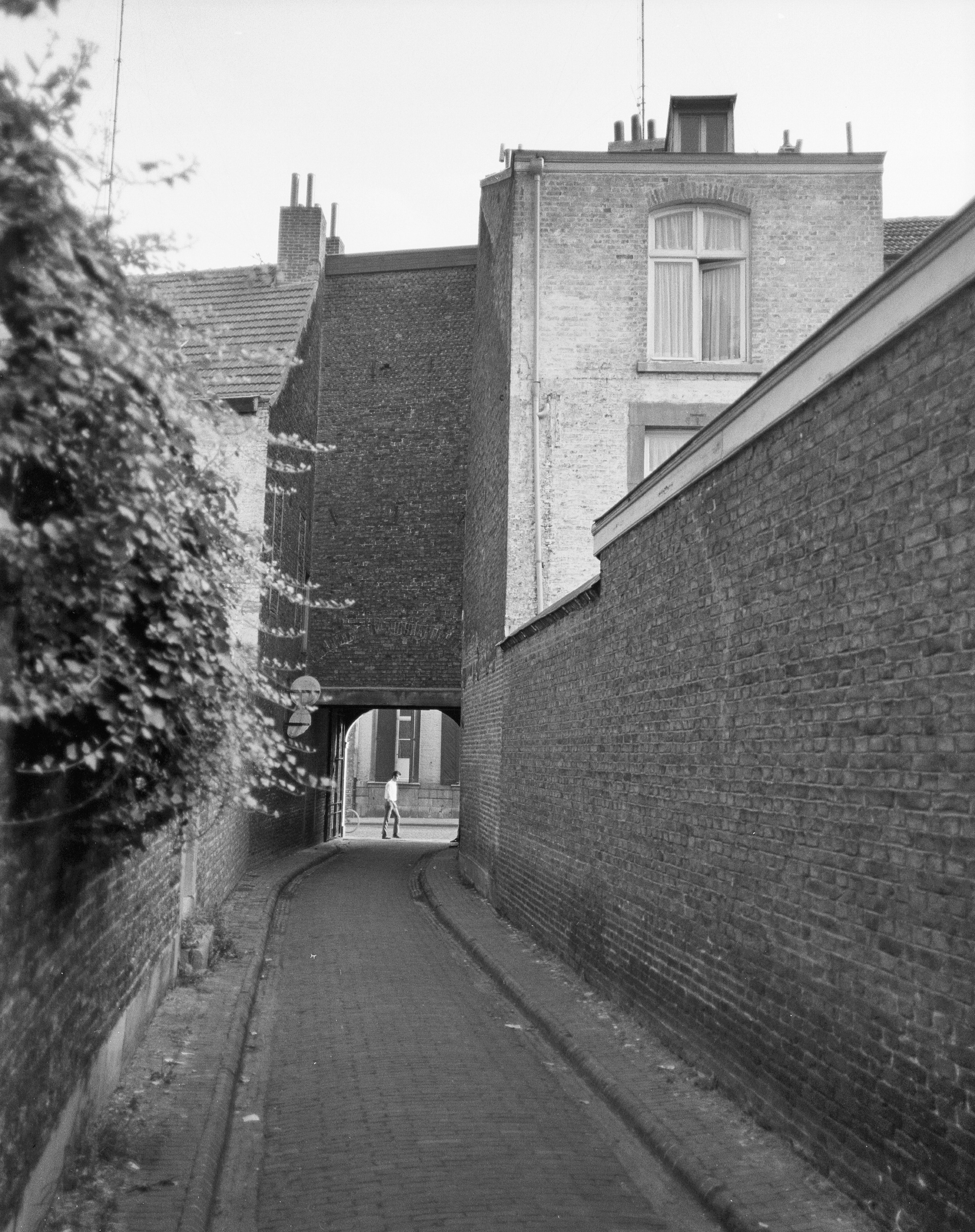
Cellebroedersstraat
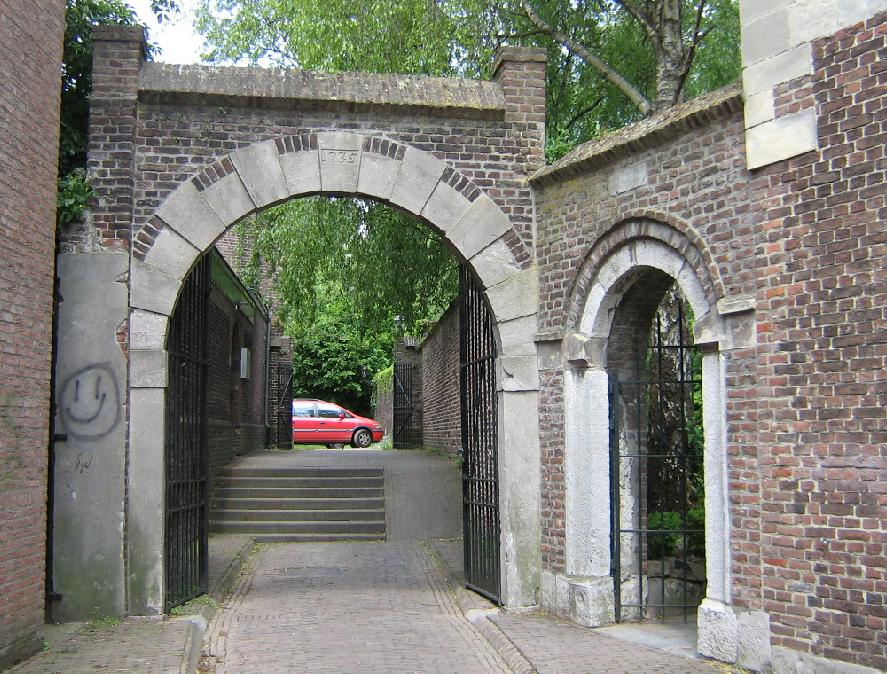
Poorten Cellebroedersstraat

### Kloosterkapel, exterieur
De Cellebroederskapel dateert waarschijnlijk uit 1512. Het is een eenvoudige, laatgotische zaalkerk van mergel met een vijfzijdige koorsluiting en een westelijke topgevel. De ramen in de zuidgevel en het koor hebben gotisch maaswerk, maar alleen het maaswerk van de blinde ramen aan de noordzijde is authentiek (alleen zichtbaar in het interieur). Bij de restauratie in 1963-66 is de barokke dakruiter uit 1705 gereconstrueerd.

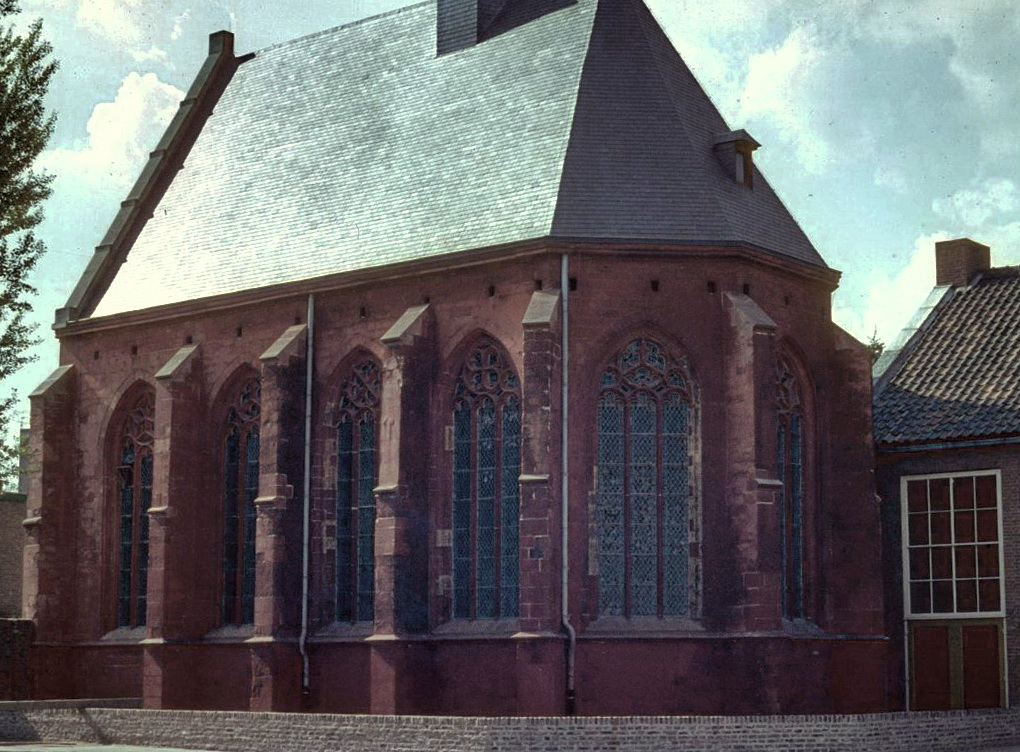
Vanuit het zuidoosten
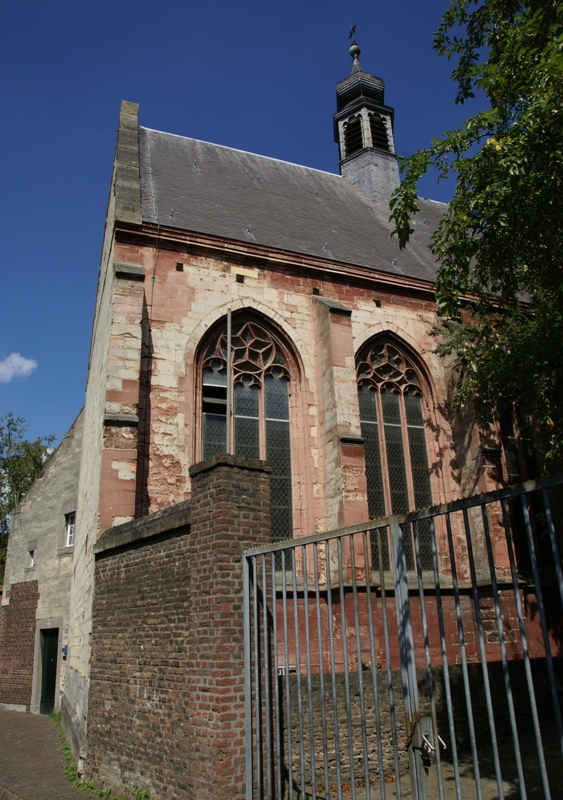
Vanuit het zuidwesten
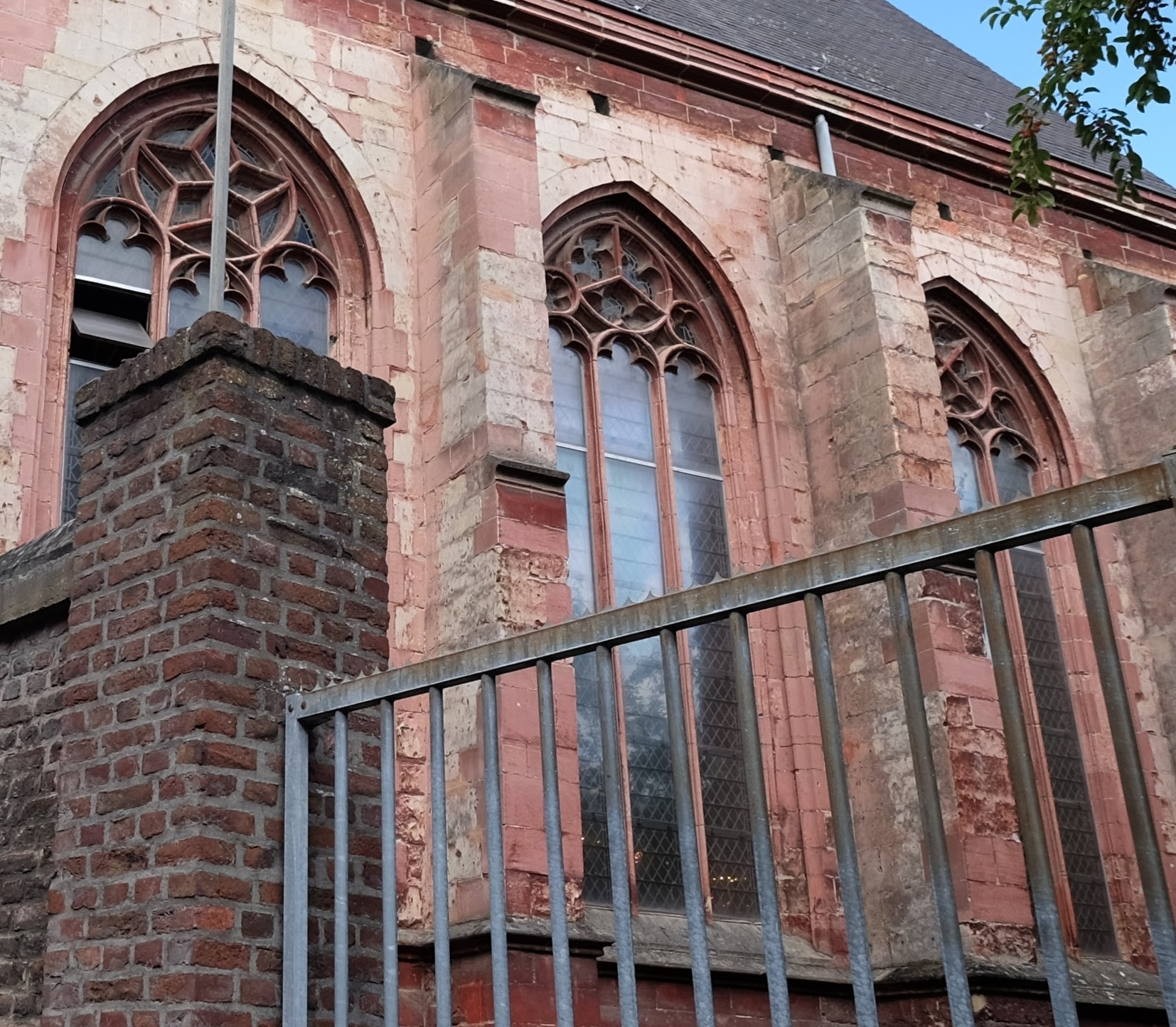
Gotische venstertraceringen
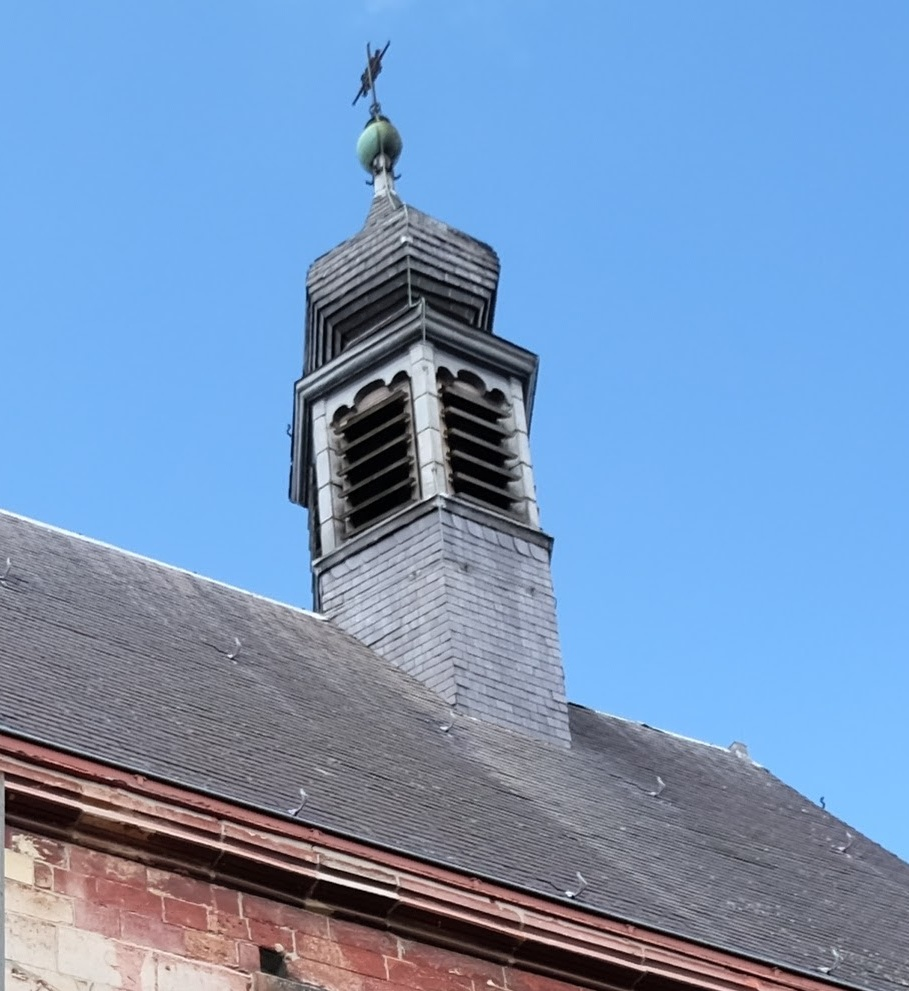
Barokke dakruiter

### Kloosterkapel, interieur
Het interieur bestaat uit een schip met vier traveeën en een koor, zonder zuilen of andere onderbrekingen. De inwendige afmetingen bedragen 14,6 x 6,8 m met een maximale hoogte van 8,3 m. Het plafond is een beschilderd gotisch netgewelf, dat ondersteund wordt door gewelfribben met gebeeldhouwde consoles. De gewelfschilderingen bestaan uit bladranken en zwevende engelen met passiewerktuigen. Op de westmuur bevindt zich een zwaar beschadigd fresco, waarin het Laatste Oordeel is te herkennen.

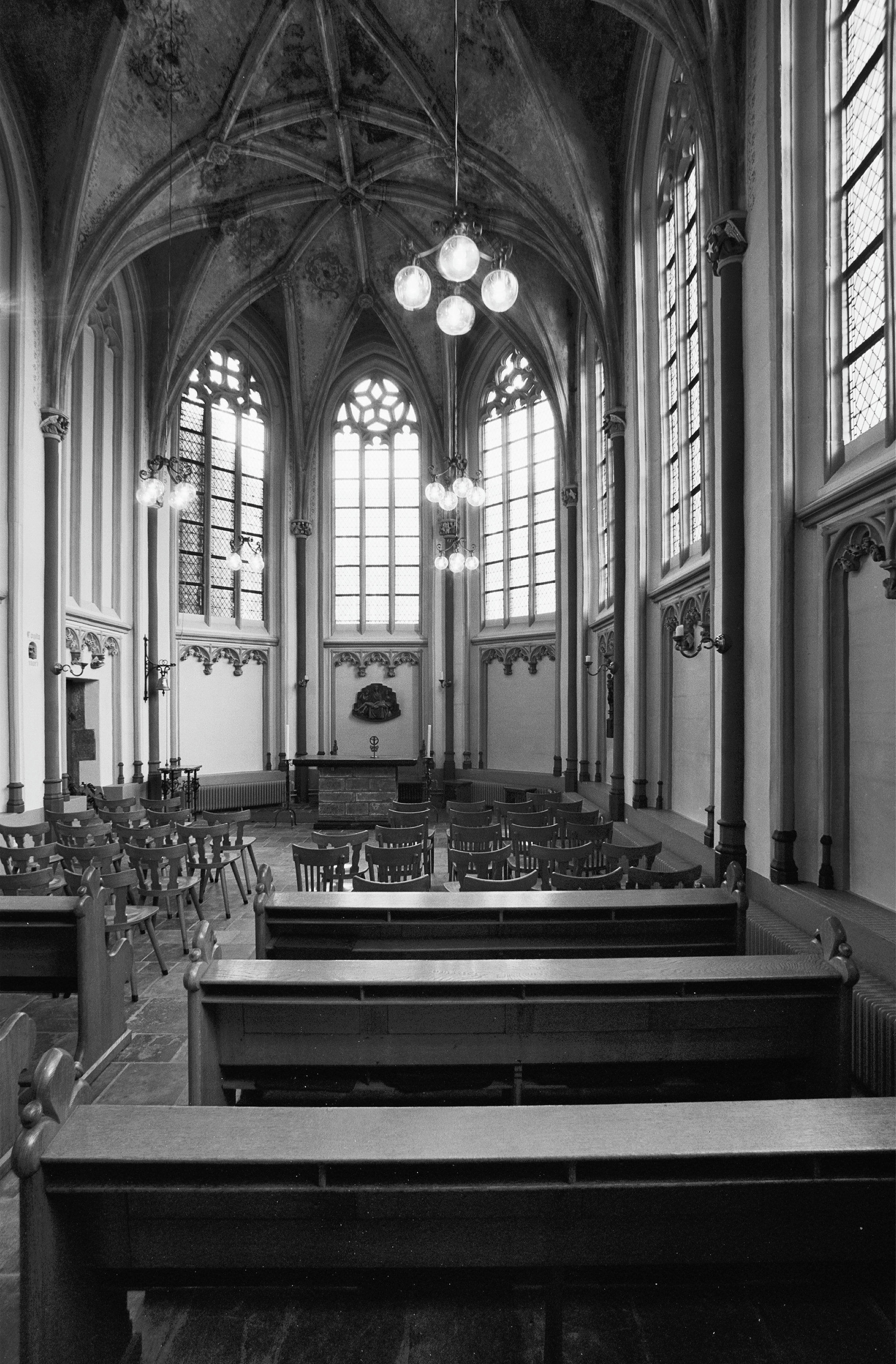
Zicht op het koor, 1985
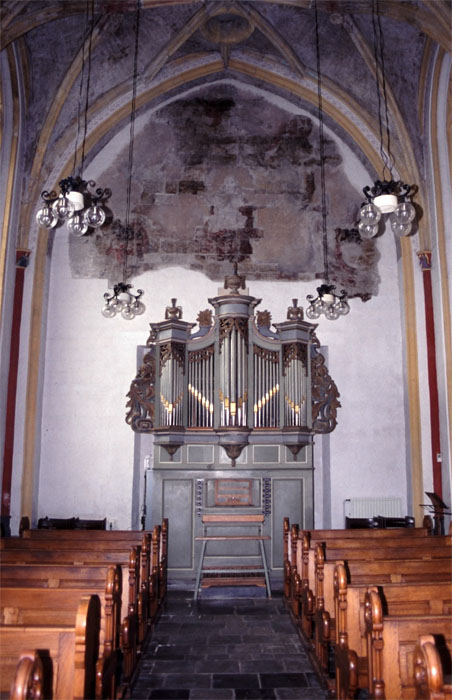
Zicht naar het westen
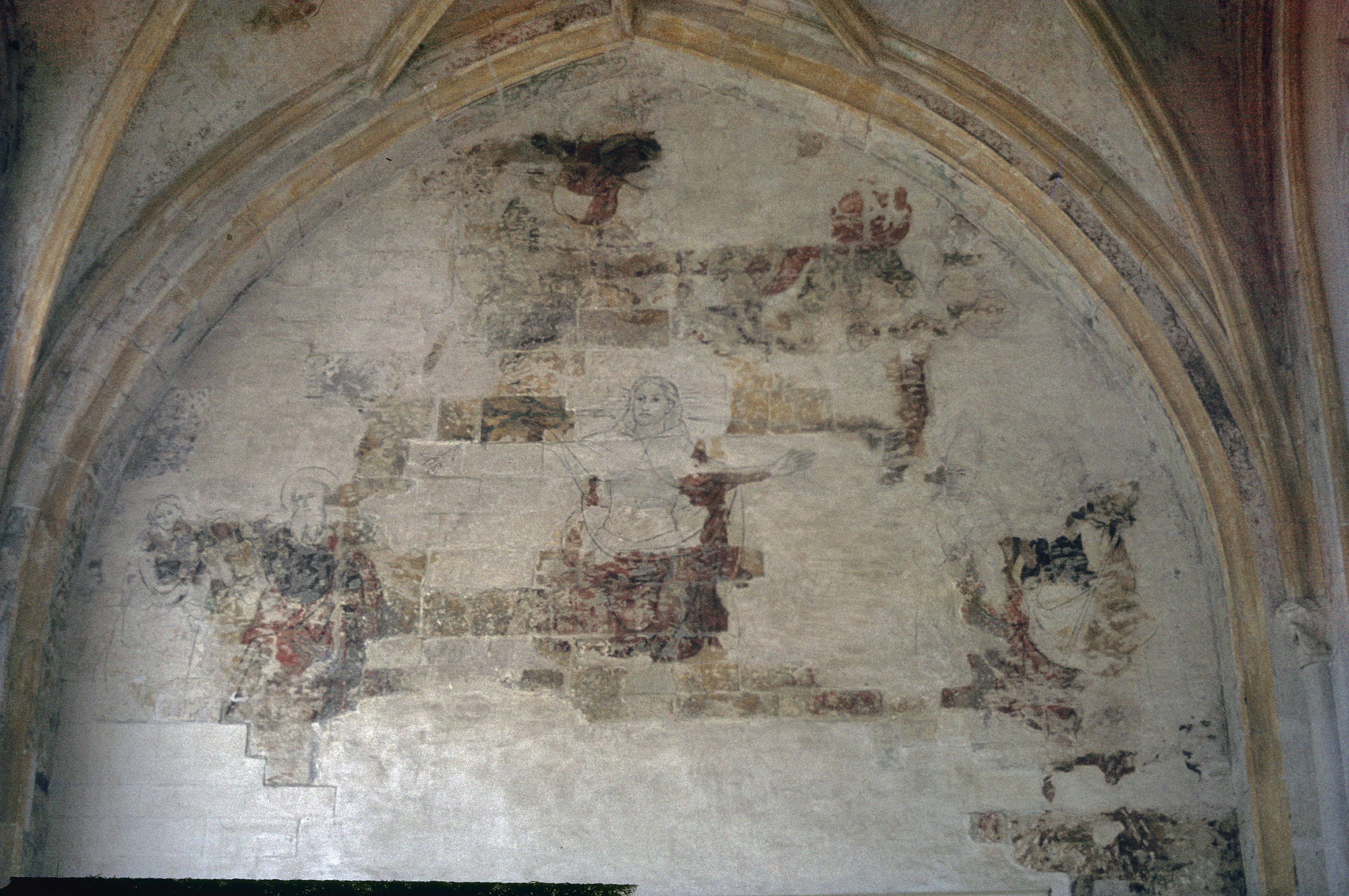
Fresco westwand
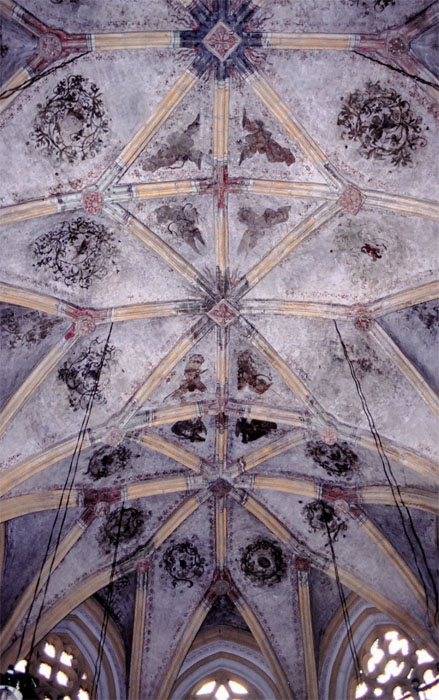
Gewelfschilderingen

### Orgel
Het orgel van de Cellebroederskapel vindt zijn oorsprong in een kabinetorgel afkomstig van het Wittevrouwenklooster aan het Vrijthof, dat waarschijnlijk in 1794 werd gebouwd door de Maastrichtse orgelbouwer Joseph Binvignat. Na de opheffing van dat klooster in 1798 verhuisde het orgel naar de niet meer bestaande oude Sint-Monulphus en Gondulphuskerk in Berg en Terblijt. In 1849 werd het aangepast door de zoon van Joseph Binvignat, Adam, waarbij een deel van de klank verloren ging. Toen het kerkje van Berg omstreeks 1936 werd afgebroken, ging het orgel naar de in aanbouw zijnde Antonius van Paduakerk in Scharn. Toen deze kerk in 1962 een nieuw en groter orgel kreeg, kwam het Binvignatorgel in bezit van de gemeente Maastricht. Het orgel is in opdracht van de gemeente in 1969 gerestaureerd door orgelbouwer Verschueren, waarbij getracht werd de oorspronkelijke klank te herstellen. De gemeente gaf het daarna in bruikleen aan de Cellebroederskapel.

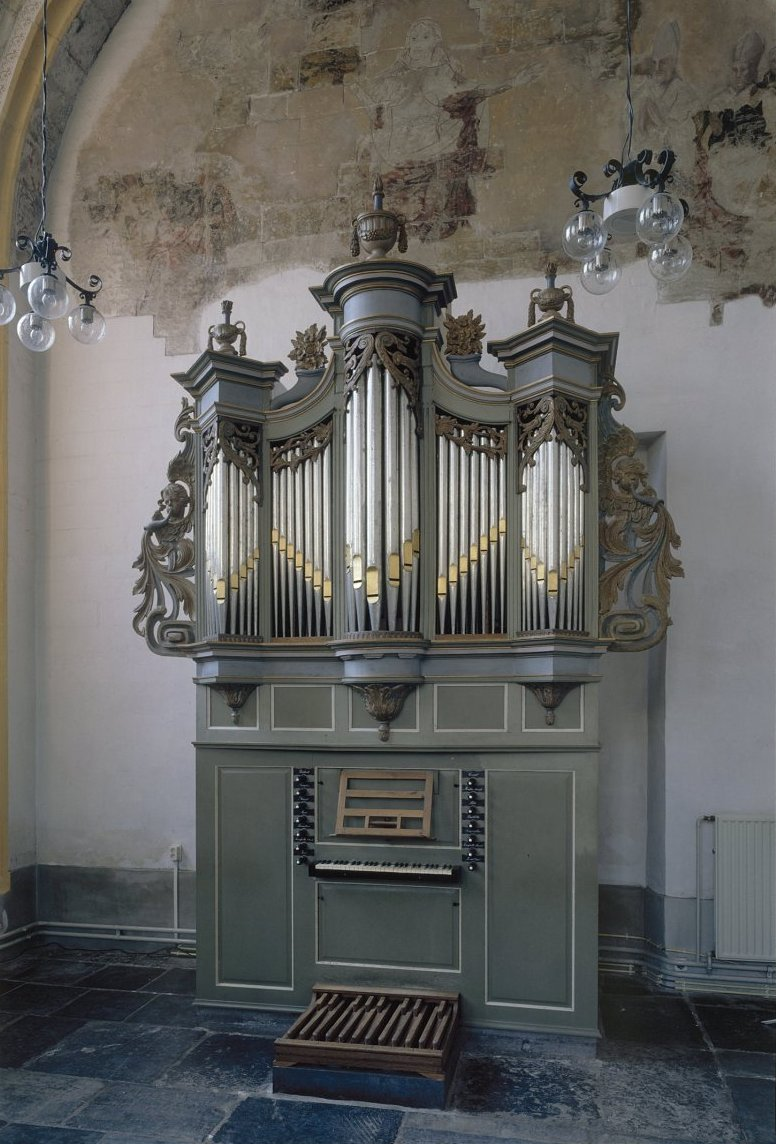
Binvignatorgel uit 1794

De dispositie luidt als volgt:
| Manuaal C–   |
| Bourdon      |
| Prestant     |
| Montre haute |
| Flûte        |
| Nasard       |
| Doublette    |
| Tierce       |
| Sexquialter  |
| Fourniture   |
| Cornet       |
| Trompette    |
|              |
| Tremblant    |

| Pedaal C–   |
| Aangehangen |